# Kostel Saint-Jacques-Saint-Christophe de la Villette
Kostel Saint-Jacques-Saint-Christophe de la Villette (tj. svatého Jakuba a svatého Kryštofa z La Villette) je katolický farní kostel v 19. obvodu v Paříži, na náměstí Place de Bitche. Kostel je zasvěcen svatému Jakubovi Většímu a svatému Kryštofovi a pojmenován po bývalé obci La Villette.

## Historie
Vesnice La Villette se nacházela severovýchodně od Paříže podél bývalé římské cesty spojující Paříž s Flandry. Na konci 14. století byl v dnešní ulici Rue de Flandre postaven kostel zasvěcený svatému Jakubovi a svatému Kryštofovi.
V 19. století počet obyvatel narůstal, takže bylo v roce 1837 rozhodnuto o vybudování nového kostela a stavbou byl pověřen architekt Paul-Eugène Lequeux (1806-1873). Výstavba proběhla v letech 1841-1844.

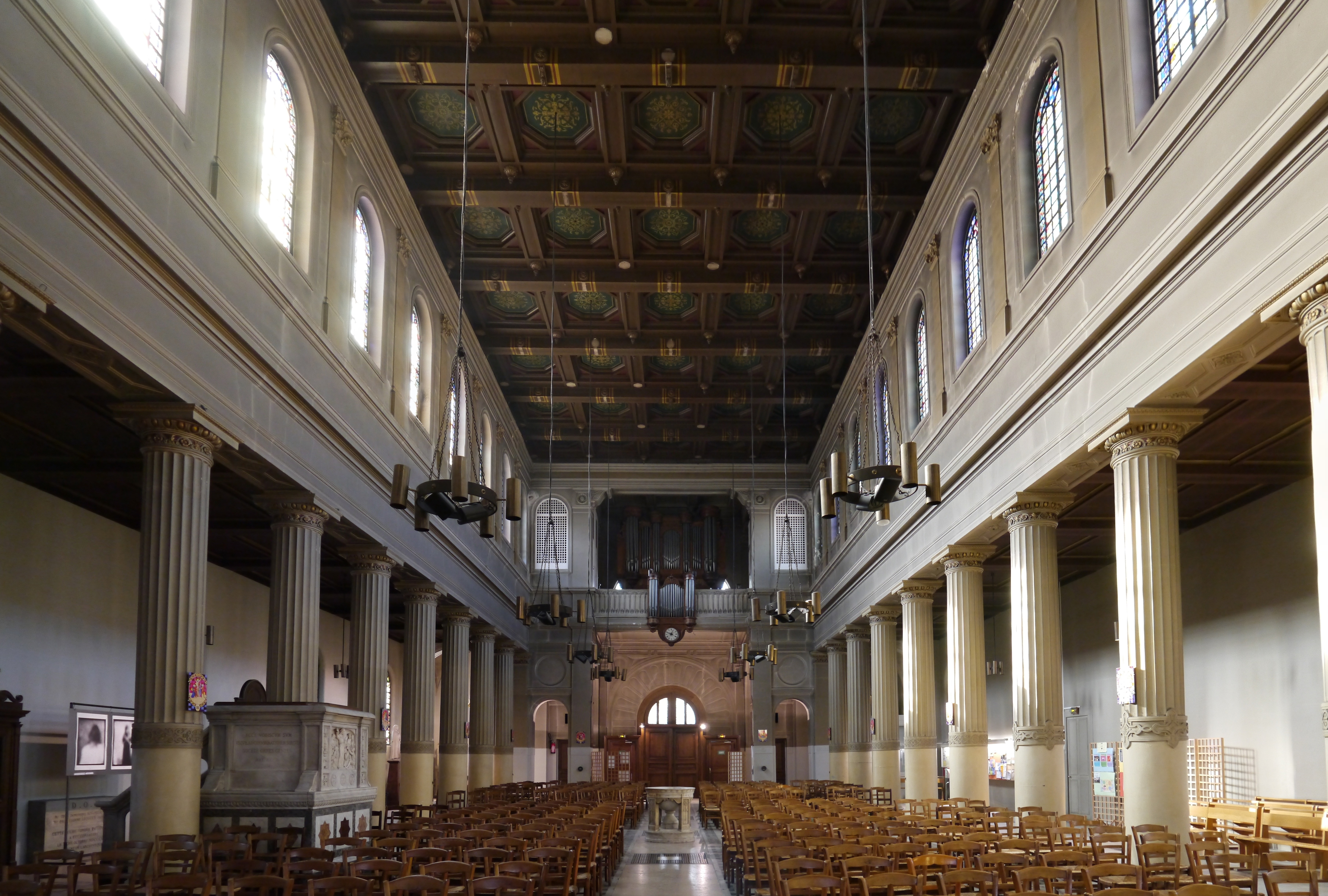
Pohled do lodi kostela směrem ke vstupu

## Architektura
Kostel v novoklasicistním slohu připomíná raně křesťanské baziliky. Průčelí dominuje portál o dvou úrovních. Dolní část je zdobená korintskými pilastry a dvěma nikami se sochami patronů kostela. Druhá úroveň je opatřená třemi obloukovými okny a zdobená pilatry. Celek je zakončen trojúhelníkovým frontonem s rozetou a dvěma věžemi po stranách, připojenými v roce 1930.
Hlavní loď a boční lodě jsou oddělené kanelurovanými dórskými sloupy, které podpírají řadu horních oken. Hlavní loď má dřevěný malovaný strop.

## Vybavení
- křtitelnice v renesančním stylu
- mramorová kazatelna s basreliéfem z roku 1844
- křížová cesta, obraz na skle z roku 1988
- základní kámen v pravé boční lodi, na kterém jsou vytesána jména tehdejšího starosty Dominique Sommiera, architekta Lequeuxe a pařížského arcibiskupa Denyse Affre
- oltář a ambon zdobené mozaikami z roku 2001
- varhany z roku 1860
- vitráže v apsidě představující Ježíše obklopeného anděly, svatého Jakuba, svatého Kryštofa, svatého Petra a svatého Pavla